# Gernsheim
Gernsheim é um município da Alemanha, situado no distrito de Groß-Gerau, no estado de Hesse. Tem 40,11 km² de área, e sua população em 2019 foi estimada em 10.558 habitantes.